# Людек Міклошко
Людек Міклошко (чеськ. Luděk Mikloško, нар. 9 грудня 1961, Простейов) — чехословацький та чеський футболіст, що грав на позиції воротаря. Відомий за виступами на батьківщині за клуб «Банік», англійський клуб «Вест Гем Юнайтед», а також у складі збірної Чехословаччини та збірної Чехії.

## Клубна кар'єра
Людек Міклошко народився в місті Простейов. У дорослому футболі дебютував 1979 року виступами за команду «Банік», в якій грав до 1980 року. У 1980—1982 роках Міклошко грав в армійському клубі «Руда Гвезда», після чого повернувся до складу «Баніка», де швидко став основним воротарем команди. Цього разу грав за команду з Острави до 1990 року, та зіграв у складі команди 211 матчів.
На початку 1990 року Людек Міклошко став гравцем англійського клубу «Вест Гем Юнайтед». У складі лондонської команди швидко став основним воротарем, та грав у складі «молотобійців» до 1998 року, зіграв лише в англійській першості 315 матчів.
У 1998 році Міклошко перейшов до складу іншої лондонської команди «КПР», в якій грав до 2001 року, після чого завершив виступи на футбольних полях. Після завершення виступів Людек Міклошко до 2010 року був тренером воротарів клубу «Вест Гем Юнайтед», у 2010 році повернувся на батьківщину.

## Виступи за збірні
У 1982 році Людек Міклошко дебютував у складі національної збірної Чехословаччини. Був у складі збірної на чемпіонаті світу 1990 року в Італії, проте на поле не виходив. Загалом у складі чехословацької збірної провів 40 матчів, пропустивши 43 голи. У 1996—1997 роках викликався до складу національної збірної Чехії, у складі якої зіграв 2 матчі.